# Lavoro elettrico
Il lavoro elettrico è il lavoro svolto dal campo elettrico sulle cariche elettriche. Il lavoro elettrico è equivalente all'energia elettrica posseduta dalle cariche in moto ed è misurato in joule, o più comunemente in wattora.

## Definizione
Quando su una carica elettrica {\displaystyle q} agisce una forza {\displaystyle \mathbf {F} } di qualsiasi natura allora è possibile definire un campo elettrico {\displaystyle \mathbf {E} } detto campo elettromotore tale che {\displaystyle \mathbf {F} =q\mathbf {E} }. Per definizione il lavoro elettrico elementare {\displaystyle \mathrm {d} L_{e}} della forza elettrica {\displaystyle \mathbf {F} } allora è:
{\displaystyle \mathrm {d} L_{e}=q\mathbf {E} \cdot \mathrm {d} \mathbf {s} }
dove {\displaystyle \mathrm {d} \mathbf {s} ={\hat {\mathbf {t} }}\mathrm {d} s} è lo spostamento lungo il percorso infinitesimo {\displaystyle \mathrm {d} s} orientato dal versore tangente {\displaystyle {\hat {\mathbf {t} }}}. Il lavoro elettrico lungo un percorso finito {\displaystyle l} allora è:
{\displaystyle L_{e}=q\int _{l}\mathbf {E} \cdot \mathrm {d} \mathbf {s} }

## Descrizione

### Lavoro elettrico lungo un percorso chiuso
Il lavoro elettrico lungo un percorso chiuso {\displaystyle l} è:
{\displaystyle L_{e}=q\oint _{l}\mathbf {E} \cdot \mathrm {d} \mathbf {s} =q{\mathcal {E}}}
dove {\displaystyle {\mathcal {E}}} è la forza elettromotrice, una grandezza che dipende dal percorso e dal campo elettrico, ma non dalla carica.

### Lavoro del campo elettrostatico
Considerato un campo elettrostatico allora il lavoro elettrico dipende esclusivamente dal punto di inizio {\displaystyle A} e di fine {\displaystyle B} del percorso essendo questo un campo vettoriale conservativo. Se il percorso scelto fosse chiuso allora il lavoro sarebbe nullo siccome {\displaystyle A\equiv B} e quindi sarebbe nulla anche la forza elettromotrice, il lavoro del campo elettrostatico allora è:
{\displaystyle L_{e}=q\int _{A}^{B}\mathbf {E} \cdot \mathrm {d} \mathbf {s} }
Per il teorema fondamentale del calcolo integrale il lavoro del campo elettrostatico dalla differenza di potenziale elettrico tra i due estremi del percorso quindi:
{\displaystyle L_{e}=q(V_{B}-V_{A})}
di conseguenza il lavoro elettrico del campo elettrostatico è equivalente alla differenza di energia potenziale elettrica {\displaystyle L_{e}=U_{B}-U_{A}}.

### Potenza del lavoro elettrico
Per definizione al lavoro elettrico è possibile associare una potenza {\displaystyle P} detta potenza elettrica legata al lavoro e al tempo dalla relazione:
{\displaystyle \mathrm {d} L_{e}=P\ \mathrm {d} t}
Considerato che la potenza elettrica è legata alla tensione e alla corrente dalla relazione {\displaystyle P=Vi} allora il lavoro elettrico è:
{\displaystyle L_{e}=\int _{0}^{t}Vi\ \mathrm {d} t}